# 36 차이나 타운
36 차이나 타운(36 China Town)은 인도에서 제작된 마스탄 엘리바이 버마월라 감독의 2006년 코미디, 미스터리, 스릴러 영화이다. 악샤예 칸나 등이 주연으로 출연하였다.

## 출연

### 주연
- 악샤예 칸나
- 카리나 카푸르

### 조연
- 파레시 로월
- 이샤 코피카르
- 프리앙카 초프라
- 라젠드라나스 줏시